# Powrót Dżedaj
Powrót Dżedaj – jedenasty album Nagłego Ataku Spawacza wydana w 2006 roku. Wydawcą było 5DYCH RcD's. Nagrania miały miejsce w Druga Strefa Studio.
Album był powrotem Spawaczy na rapową scenę po czterech latach przerwy. Płytę odróżnia od poprzednich produkcji grupy jej poważniejszy charakter.

## Skład
Pierwotnie powrót na scenę zespołu miał się odbyć w następującym składzie Kaczmi, Kamień oraz mający zadebiutować w szeregach Spawaczy Vito WS. Następnie miejsce Vito WS miał zająć Dzwon. Ostatecznie oprócz Kaczmiego i Kamienia szeregi grupy zasilił powracający do składu Fazi, co zostało bardzo dobrze odebrane przez fanów zespołu.
Na płycie zamieszczono 18 utworów. Gościnnie pojawili się rapujący TeHaC WuDu, Cienias, Rafi, Perez, udzielająca się wokalnie Agata oraz odpowiadający za skrecze DJ Soina (Triple Impact) i DJ Druga Strefa.

## Nazwa
"Powrót Dżedaj" to fonetyczny zapis ostatniej części pierwszej trylogii Gwiezdnych Wojen, do których nazwa albumu nawiązuje w oczywisty sposób. Z tego powodu pojawiły się problemy ze sprzedażą płyt, gdyż właściciel praw nie wyraził zgody na użyciu znaku "Powrót Jedi" na płycie.
Zdaniem zespołu pomysł na nazwę pojawił się spontanicznie. Członkowie zespołu napisali, że "płyta jest hardcore'owa, jak zasady Dżedaj – bez kompromisów" i że jeśli będzie trzeba, to zmienią nazwę.

## Lista utworów
1. Intro
2. Jaki Był Ten Dzień? (feat. TeHaC WuDu)
3. Rolf. Le Mie Parole
4. Słowa I Myśli (feat. W.B.U., dj Soina)
5. Epizod I
6. Ziarno Nienawiści
7. Serafin (feat. Agata)
8. Epizod II (feat. dj Soina)
9. Robimy Lute
10. Relax (feat. Rafi, dj Soina)
11. Co Czujesz? (feat. Perez)
12. Epizod III
13. Wiersze Ulicy (feat. dj Soina)
14. Królowe Chodnika
15. Epizod IV
16. Dwa Wilki
17. Alessandro C
18. Otwórz Drzwi (feat. Agata)